# Vodeni vodomari
Vodeni vodomari (lat. Cerylidae) su jedna od tri porodice vodomara u redu modrivrana. U ovoj porodici postoji šest američkih vrsta.

## Evolucija
Sve su specijalizirane za hranjenje ribom, za razliku od predstavnika druge dvije porodice, i vjerojatno je da su potomci vodomara koji su se hranili ribom i koji su osnovali populacije u Novom svijetu. Vjerovalo se da je čitava porodica evoluirala u Amerikama, ali izgleda da to nije točno. Pravi predak izgleda da je evoluirao u Africi, a vrste roda Chloroceryle su evolucijski najmlađe.
Prije manje od 5 milijuna godina - moguće čak i prije 2,9 milijuna godina - jedan vodomar iz Starog svijeta je postao predak Megaceryle alcyon i Megaceryle torquata, a kasnije jedna vrsta srodna Ceryle rudis postala je predak vodomara roda Chloroceryle nakon koloniziranja Amerika. Dok je evolucijska povijest vodenih vodomara, što se tiče međusobne srodnosti, dobro istražena, nije u potpunosti jasno jesu li evoluirali od riječnih vodomara ili od vodomara dupljaša, i jesu li imigrirali preko Atlantskog ili Tihog oceana (iako je ono prvo vjerojatnije).

## Vrste
Postoji devet vrsta vodenih vodomara u tri roda:
Četiri velika vodomara s ćubom, Megaceryle, su veoma rasprostranjeni u Africi, Aziji i Americi. Megaceryle alcyon je jedini vodomar koji je rasprostranjen u Sjevernoj Americi, iako je M. torquata nađen i u Texasu i Arizoni.
- Megaceryle maxima
- Megaceryle lugubris
- Megaceryle alcyon
- Megaceryle torquata
- Ceryle rudis, jedini pripadnik roda Ceryle, rasprostranjen je u tropskim regijama Starog svijeta.
- Chloroceryle amazona
- Chloroceryle americana
- Chloroceryle inda
- Chloroceryle aenea

## Galerija
- Megaceryle maxima
- Megaceryle alcyon - mužjak
- Megaceryle alcyon - ženka
- Megaceryle torquata
- Chloroceryle amazona - mužjak
- Chloroceryle amazona - ženka
- Chloroceryle americana
- Chloroceryle inda - mužjak
- Chloroceryle aenea - mužjak

## Vanjske poveznice
|  | Zajednički poslužitelj ima još gradiva o temi Cerylinae |
|  | Wikivrste imaju podatke o taksonu Cerylinae             |